# Wallace McCutcheon jr.

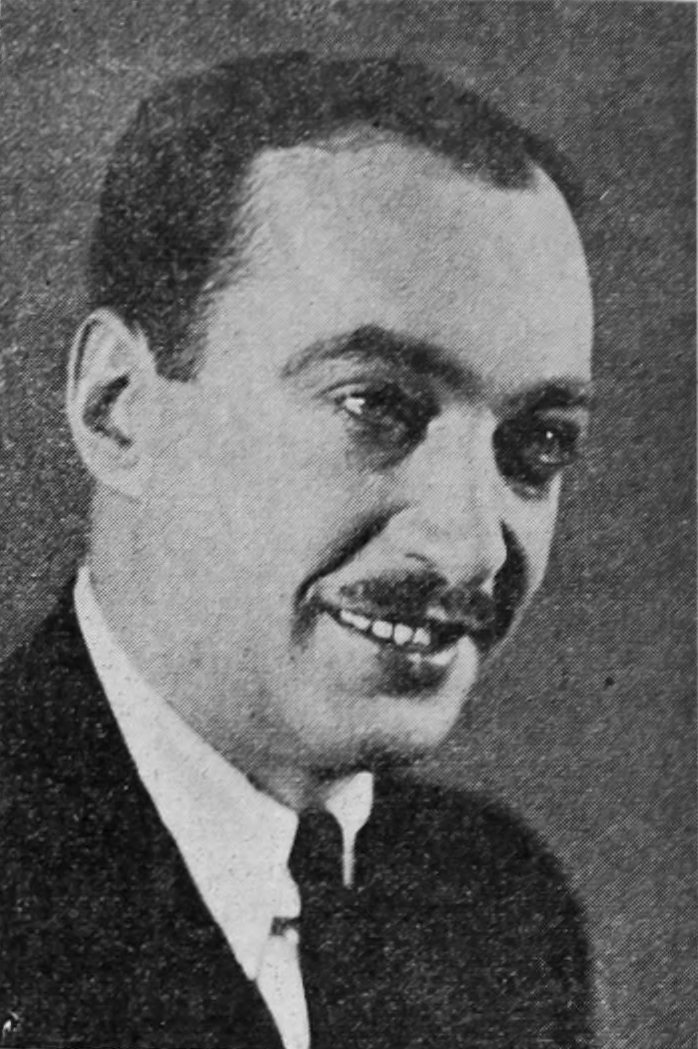
Wallace McCutcheon jr. (1919)

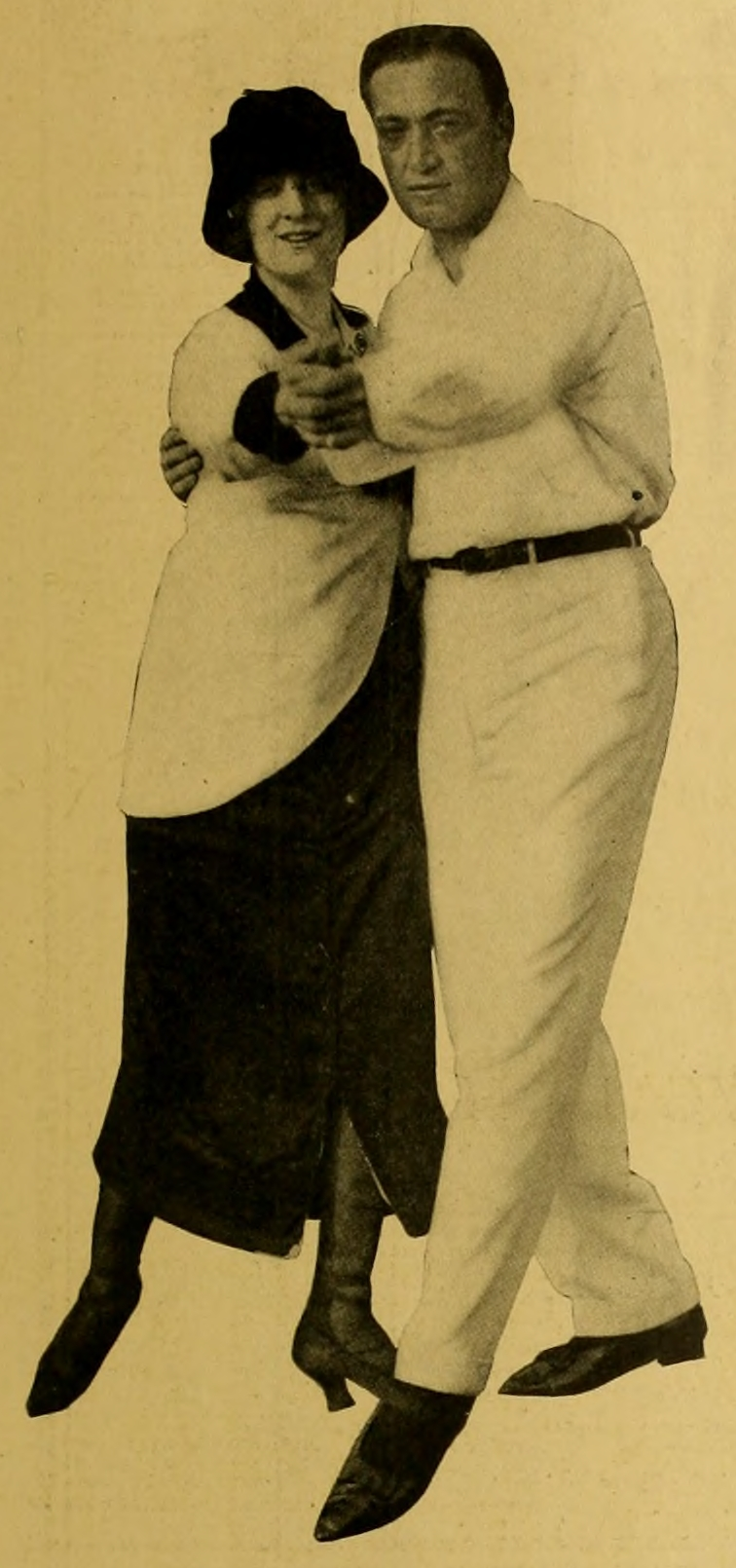
Wallace McCutcheon jr. mit Tanzpartnerin Joan Sawyer in dem Tanz-Lehrfilm Motion Picture Dancing Lessons, Oktober 1913

Wallace „Wally“ McCutcheon jr. (geboren am 23. Dezember 1880 in New York City; gestorben am 27. Januar 1928 in Hollywood, Los Angeles) war ein US-amerikanischer Filmregisseur und Schauspieler der Stummfilmzeit.

## Frühe Karriere
Wallace McCutcheon jr. war das älteste von acht Kindern des US-amerikanischen Filmpioniers Wallace “Old Man” McCutcheon. Er begann seine Karriere als Theaterschauspieler und trat ab 1903 in einigen Produktionen des Broadway als Darsteller auf. Seine Engagements währten nie lange. Von seinem Vater, der von 1897 bis 1905 und von 1907 bis 1908 Regisseur bei der Biograph Company war, erhielt er gelegentlich kleine Rollen in seinen Filmen. Als der Vater im Frühjahr 1908 erkrankte sprang McCutcheon jr. für ihn als Regisseur ein. Diese Tätigkeit übte er jedoch nur wenige Wochen aus, er war von der Aufgabe überfordert und seine wenigen Filme waren entsprechend schlecht. Die Drehbuchautorin und Schauspielerin Gene Gauntier erinnerte sich an „Wally“ als jemanden, der seine Arbeit nicht ernst nahm und mehr an Boxveranstaltungen und jungen Broadway-Darstellerinnen interessiert war. Er bat Gauntier wiederholt um Drehbuchänderungen, um kleine Rollen für seine Favoritinnen einzufügen.
Der zunächst als Drehbuchautor und Darsteller verpflichtete David W. Griffith übernahm nach wenigen Wochen die Aufgabe, bei dem Kurzfilm The Black Viper führte Griffith einmalig mit McCutcheon zusammen Regie. In den folgenden Jahren erscheint McCutcheon nicht mehr in den Besetzungslisten der Filmindustrie, er ist aber wieder unregelmäßig am Broadway aufgetreten. Im Oktober 1913 erschien der von der Kalem Company produzierte dreiteilige Tanz-Lehrfilm Motion Picture Dancing Lessons. Darin führt McCutcheon mit seiner Partnerin, der Broadway-Tänzerin Joan Sawyer, Schritt für Schritt in den Tango, den Turkey Trot und den Viennese Hesitation Waltz, eine von Vernon und Irene Castle entwickelte Variante des Wiener Walzers, ein. Aus einer Rezension des Films und der Anzeigenwerbung geht hervor, dass das Tanzpaar Sawyer und McCutcheon während des Sommers bei den Ziegfeld Follies aufgetreten ist und Tanzunterricht für Mitglieder der Oberschicht zum Preis von 25 US-Dollar pro Stunde gab.

## Erster Weltkrieg
Im August 1914, zu Beginn des Ersten Weltkriegs, reiste McCutcheon nach Großbritannien und trat als Kriegsfreiwilliger in eine Panzerwagen-Einheit der British Army ein. Zwei Monate später wurde er als Mechanician 1st Class nach Frankreich geschickt. Im Dezember 1914 kam er mit dem Dienstgrad eines Second Lieutenant zum Leicestershire Regiment. Es folgten rasch weitere Beförderungen, im Februar 1915 zum First Lieutenant, im August zum Captain und im April 1916 zum Major. McCutcheon wurde drei Mal verwundet, mit einem Bajonett, durch einen Schuss und durch einen Granatsplitter. Aufgrund einer schweren Kopfverletzung wurde er aus dem Militärdienst entlassen und kehrte mit einer Metallplatte im Schädel in die Heimat zurück. Im September 1917 war McCutcheon wieder in den Vereinigten Staaten. Dort war er als Schauspieler der beiden Aufführungen des National Red Cross Pageant eingesetzt. Ob er auch in dem gleichnamigen verschollenen Film unter der Regie von Christy Cabanne mitgewirkt hat, ist unklar. Auch nach dem Krieg wurde McCutcheon auf Besetzungslisten und in der Werbung für seine Filme weiter mit seinem Dienstgrad „Major“ bezeichnet.

## Ehe mit Pearl White

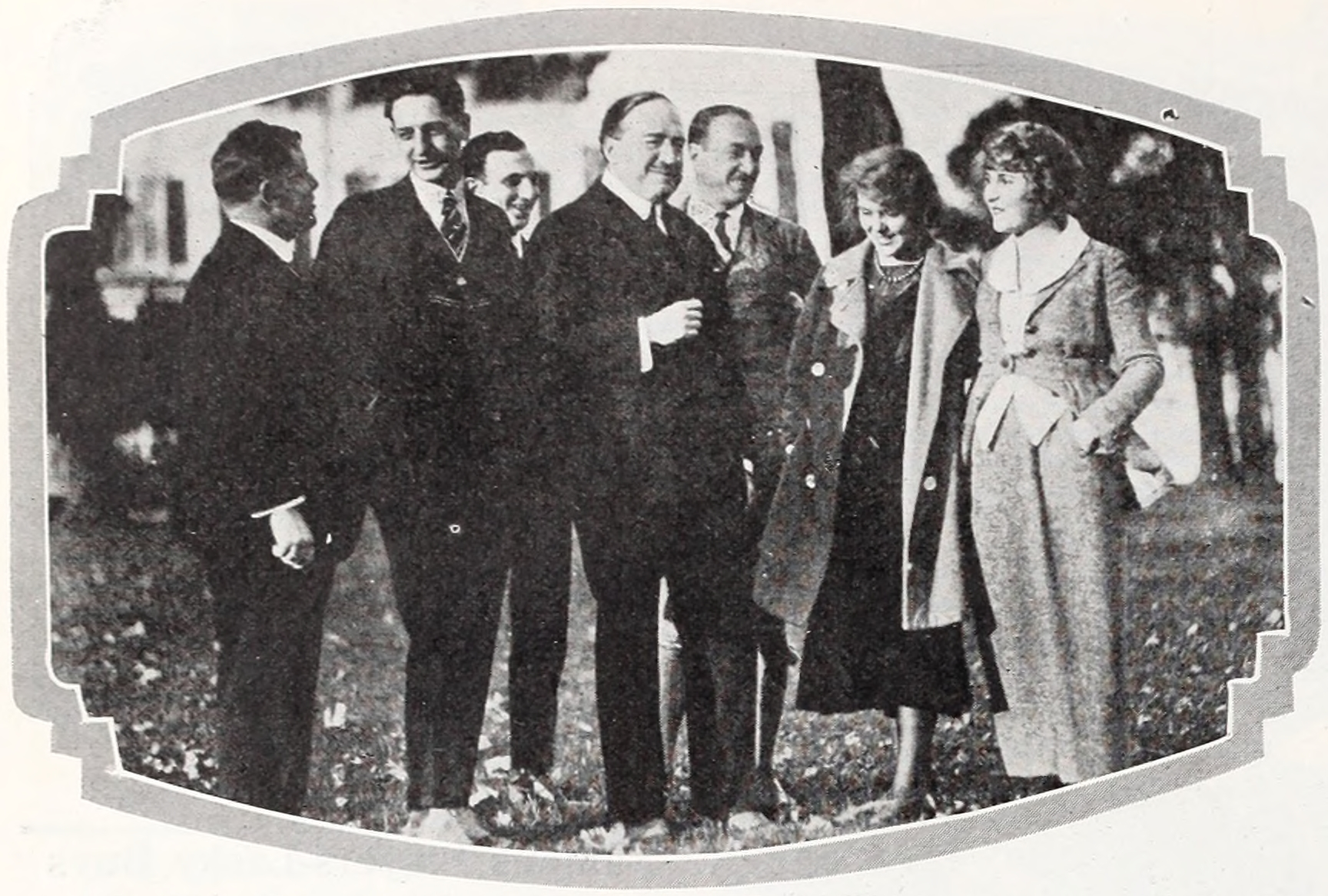
Der Schriftsteller Vicente Blasco Ibáñez (Mitte) besucht Pearl White (rechts) auf ihrer Farm, rechts neben Ibáñez steht Wallace McCutcheon

Zwischen 1917 und 1919, die Angaben in der Literatur sind widersprüchlich, heiratete McCutcheon die Schauspielerin Pearl White, einen als „Heroine of a Thousand Stunts“ bekannten Star des Abenteuerfilms der Kriegsjahre. 1919 traten sie gemeinsam in dem 15-teiligen Serial The Black Secret und 1920 in The Thief auf. Bereits im Juli 1921 wurde die Ehe geschieden.

## Tod
Während der 20er Jahre war McCutcheon zumeist arbeitslos und er litt unter Alkoholkrankheit und Depressionen. Im Januar 1928 erschoss er sich in einem Hotelzimmer in Los Angeles. Bei der Leiche fanden die Ermittler der Polizei 2 Cent, einige Zeitungsausschnitte mit Berichten über Pearl Whites Tätigkeiten im Ausland und auf einem Stuhl einen handgeschriebenen Zettel mit der Aufforderung Have a drink (deutsch: Nehmt einen Schluck) unter einer halbvollen Flasche Gin.

## Filmografie
- 1908: Over the Hill to the Poorhouse (Darsteller)[9]
- 1908: At the French Ball (Regie)[10]
- 1908: At the Crossroads of Life (Regie)[11]
- 1908: The Kentuckian (Darsteller)[12]
- 1908: The Fight for Freedom (Darsteller)[13]
- 1908: The Black Viper (Koregisseur von David W. Griffith)[14]
- 1913: Motion Picture Dancing Lessons (Darsteller, Tanz-Lehrfilm mit Joan Sawyer)[2]
- 1918: The Floor Below (Darsteller)[15]
- 1919: The Black Secret (Serial mit 15 Folgen, Darsteller)[3][16]
- 1919: A Virtuous Vamp (Darsteller)[17]
- 1920: The Phantom Foe (Darsteller)[18]
- 1920: The Thief (Darsteller)[19]

## Theaterrollen (Broadway)
- Are You My Father?, nach dem Drama Japhet, in Search of a Father von Frederick Marryat (Nebenrolle in 11 Aufführungen ab dem 8. Oktober 1903)
- The Dictator, Komödie von Richard Harding Davis (Rolle des Corporal Manuel in 89 Aufführungen, 4. April 1904 – 30. Mai 1904 und 24. August 1904 – September 1904)
- A Fool and His Money, Komödie von George Broadhurst (Nebenrolle in 24 Aufführungen, 26. Oktober 1904 – November 1904)
- On the Quiet, Komödie von Augustus Thomas (Nebenrolle in 16 Aufführungen ab 11. Dezember 1905)
- The Ranger, Komödie von Augustus Thomas (Nebenrolle in 24 Aufführungen ab 2. September 1907)
- Personal, Drama von Eugene W. Presbrey (Nebenrolle in 38 Aufführungen vom 3. September 1907 – Oktober 1907)
- The Easterner, Melodram von George Broadhurst (Nebenrolle in 16 Aufführungen ab dem 2. März 1908)
- The Girls of Gottenberg, Musical-Komödie von Charles Frohman (Rolle des Dragonerhauptmanns Albrecht, 103 Aufführungen, 2. September 1908 – 28. November 1908)
- The Slim Princess, Musical-Komödie von Henry Blossom und Leslie Stuart nach einer Vorlage von George Ade (Rolle des Alex Pike, 104 Aufführungen, 2. Januar 1911 – 1. April 1911)
- The Red Rose, Musical-Komödie von Robert Hood Bowers, Harry B. Smith und Robert B. Smith (Rolle des Dick Lorimer, 84 Aufführungen, 22. Juni 1911 – September 1911)
- Eva, Musical von Glen MacDonough nach der Operette Eva von Franz Lehár (Rolle des Antoine, 24 Aufführungen, 30. Dezember 1912 – 18. Januar 1913)
- Her Little Highness, Musical von Reginald De Koven, Channing Pollock und Rennold Wolf nach einer Komödie von Pollock (Rolle des Robert Trainor, 16 Aufführungen, 13. Oktober 1913 – 25. Oktober 1913)
- The Dancing Duchess, Musical-Komödie von Milton Lusk, C. V. Kerr und R. H. Burnside (Choreografie, 13 Aufführungen, 19. August 1914 – 29. August 1914)
- The Rat, Musical von Ivor Novello und Constance Collier nach ihrem Drama mit gleichem Titel (Rolle des Paul, 126 Aufführungen, 10. Februar 1925 – Mai 1925)
- Earl Carroll’s Vanities, Musikrevue von Earl Carroll (Nebenrolle in 199 Aufführungen, 6. Juli 1925 – 27. Dezember 1925)[20]